# Simonkommissionen
Simonkommissionen (engelska, officiellt, Indian Statutory Commission) var en brittisk parlamentarisk utredning som 1930 lämnade förslag om Brittiska Indiens framtid.
Utredningen tillsattes i november 1927 och leddes av sir John Simon och bestod av sju ledamöter, konservativa såväl som labour. Man besökte Indien två gånger under åren 1928-1929, och publicerade 1930 en slutrapport i 17 volymer. Man föreslog bl.a. ett avskaffande av den diarki som i Indien på regional nivå bestod i att halva makten utstrålade från Storbritannien, medan halva makten härrörde ur regionala demokratiska val. Istället skulle Indien på regional nivå styras helt enligt moderna demokratiska principer. Utredningen tog i en annan då aktuell fråga ställning mot garanterad representation efter religionstillhöriget (islam resp. hinduism). 
Utredningens rekommendationer kom aldrig att genomföras. Eftersom den bestod enbart av brittiska politiker och saknade indisk representation vägrade indiska organisationer i den då radikaliserade nationella rörelsen att ha något samröre med utredningen under dess arbete, eller att samtala med de koloniala myndigheterna med utgångspunkt i utredningens rekommendationer.